# Mit brennender Geduld
Der Roman Mit brennender Geduld (spanisch: Ardiente paciencia) wurde von dem chilenischen Schriftsteller Antonio Skármeta geschrieben. Er hat damit dem großen chilenischen Dichter Pablo Neruda und seinem Postboten ein Denkmal gesetzt.
Der Titel des Romans leitet sich vom Rimbaud-Zitat „Im Morgengrauen werden wir, bewaffnet mit brennender Geduld, die Städte betreten.“ ab.

## Handlung
Mario Jiménez, ein 17-jähriger Junge aus einer chilenischen Fischerfamilie, beginnt nach dem Rat seines Vaters als Briefträger zu arbeiten. Da das kleine chilenische Dorf Isla Negra eine hohe Analphabetenquote hat, ist sein einziger Kunde der berühmte Dichter Pablo Neruda. Nach anfänglich zaghaftem Kontakt entwickelt sich im Laufe des Romans eine immer enger werdende Freundschaft. Parallel zu diesem Handlungsstrang verliebt sich Mario in die schöne Beatriz Gonzáles, die er schließlich durch Metaphern seines Freundes Neruda gewinnt. Beatriz und Mario heiraten und bekommen einen Sohn, dessen Patenschaft der Dichter übernimmt und der zu seinen Ehren Pablo Neftalí Jiménez Gonzáles genannt wird. 
Kurz danach entschließt sich Neruda zu einer politischen Karriere. Seine Kandidatur als chilenischer Präsident gibt er zugunsten von Salvador Allende auf, der schließlich die Wahlen in Chile gewinnt und eine demokratisch legitimierte, sozialistische Gesellschaft in Chile etablieren will. Neruda wird Botschafter in Paris, währenddessen arbeiten Mario und Beatriz in der Kneipe ihrer Mutter. Mario hat in der Zwischenzeit begonnen, selbst Gedichte zu schreiben. Eines seiner Werke gelangt zu nationaler Berühmtheit.
Nach dem Sturz der Regierung durch einen Staatsstreich von Augusto Pinochet kommt Neruda schwerkrank aus Paris zurück. Mario besucht unter höchsten Gefahren den Dichter kurz vor seinem Transport in ein Krankenhaus in Santiago de Chile. Nach diesem letzten Treffen stirbt der Dichter wenig später. Mario wird unter dem Vorwand einer Routinebefragung verhaftet.
Der Epilog spielt „Jahre später“ in einem Café. Er handelt vom Erzähler und einem Chilenen, der in Mexiko im Exil war. Der Erzähler fragt den Exilanten, ob er etwas vom Verbleib des Poeten jenes preisgekrönten Gedichts gehört hätte. Dieser verneint diese Frage. Das Werk endet damit, dass er sich einen Kaffee bestellt und diesen „bitter“ trinkt. Dies ist eine Anspielung auf das Schicksal von Mario.

## Diverses
Die bisher einzige berechtigte deutsche Übersetzung ist diejenige von Willi Zurbrüggen, die erstmals 1985 im Piper-Verlag, München und Zürich, erschien. Das Buch entwickelte sich auch im deutschsprachigen Raum rasch zum Bestseller und erlebte allein im Piper-Verlag bis 1994 zwölf Auflagen mit insgesamt 107.000 Exemplaren (ISBN 978-3-492-22678-3).
Antonio Skármetas Roman wurde zweimal verfilmt, 1983 unter der Regie des Romanautors und dem Originaltitel, 1994 mit dem Titel Der Postmann mit Philippe Noiret unter der Regie von Michael Radford.